# روسا کلنر
روسا کلنر (آلمانی: Rosa Kellner; ۲۱ ژانویهٔ ۱۹۱۰ – ۱۳ دسامبر ۱۹۸۴) دونده سرعت زن اهل آلمان بود.